# 이순신 증시교지
이순신 증시교지(李舜臣贈諡敎旨)(1643, 인조 21)는 1643년 3월 28일에 인조가 이순신에게 ‘忠武公’이란 시호를 내리는 교지이다. 교지의 발급 일자를 밝힐 때에는 중국연호를 사용하는 것이 통상적이었지만 여기에서는 간지를 사용하였다. 임진왜란 이후에 내린 교지에는 중국연호를 사용하지 않고 간지를 밝히는 경우가 많았다.